# Culoptila montanensis
Culoptila montanensis är en nattsländeart som beskrevs av Oliver S. Flint Jr. 1967. Culoptila montanensis ingår i släktet Culoptila och familjen stenhusnattsländor. Inga underarter finns listade i Catalogue of Life.